# Epimyrma bernardi
Epimyrma bernardi là một loài kiến thuộc họ Formicidae. Đây là loài đặc hữu của Tây Ban Nha.